# Chernokids
Chernokids es un cortometraje francés animado de ciencia ficción dirigido y producido en el año 2010 por cinco estudiantes de la escuela de cinematografía, Supinfocom: Marion Petegnief, Matthieu Bernadat, Nils Boussuge, Florence Ciuccoli.
El argumento se centra en cuatro niños que viven en un orfanato aledaño a la central de Chernóbil, a la cual se refieren como «Madre».

## Argumento
Se acerca el día de la madre y tres niños afectados por la radiación tras la explosión de la central de Chernobil se muestran (salvo uno) ante la cámara a modo de presentación y explicarles que van a hacer una procesión para mostrarles sus regalos a la «Madre» (en clara alusión a la central). Sin embargo, una vez en el interior se enfrentarán a un grupo de obreros que vienen a desmantelar la central.

## Personajes
Debido a los efectos de la radiactividad cada niño aparece descrito de una forma y reciben su nombre dependiendo de la mutación.
- Caleidoscopio: Al igual que el tubo, tiene la cabeza llena de ojos recreando el efecto del caleidoscopio. Como ofrenda a su Madre, tiene un pez deforme al que llama Gérard.
- T-Rex: Es de los tres el más alto. Su nombre hace alusión al dinosaurio por sus articulaciones, las cuales según el, le convierten en el «último dinosaurio» sobre la faz de la Tierra además de su fuerza.
- Siamesas Son dos niña que comparten el mismo cuerpo pero con diferente autonomía para pensar, lo que a menudo lleva a discusiones entre ellas
- Anónimo De los cuatro es el único que no se presenta, sin embargo dice no tener ninguna madre, lo cual le acarrea problemas con los demás. No obstante sigue rechazando la idea de que el interior de la central sea su Madre, a la que hecha la culpa de los males que padece tanto él como los demás.

## Producción
El cortometraje fue producido mediante animación subrrealista en 3D. La discapacidad y la enfermedad aparte de la inocencia de los niños protagonistas es el eje central de la producción.
La película está en ucraniano con subtítulos en francés elaborados por Roman Kozin y Nadia Myhal. El formato con el que fue producido fue de Beta SP - DigiBeta con un ratio de pantalla de 16:9.

## Recepción
El 6 de junio de 2011 Scott Beggs de Kuriositas.com calificó Chernokids como el «corto del día». En su crítica define la producción como una mezcla de Pixar con música ambiental de Slipknot. «El resultado es digno de participar en cualquier festival de cine fantástico.»
Otras críticas definieron la obra de «sombría y poco convencional» a la par de «triste y perturbadora» pero «bien hecha».